# Бистриця-Гірська
Бистриця-Гірська (до 2014 — Бистриця) — село в Україні, у Дрогобицькому районі Львівської області. Населення - 251 особа. Орган місцевого самоврядування — Східницька селищна рада. У селі знаходяться дерев'яна церква святого Архістратига Михаїла УГКЦ(1902), церква на честь Різдва Пресвятої Богородиці УПЦ(1994), а також на її території дерев'яна капличка на честь преподобних Жен Олександри, Марфи і Єлени (2003).
До 11 березня 2014 року носило назву Бистриця. Перейменоване у зв'язку з тим, що в районі є ще одне село Бистриця.